# Kapıcıbaşı

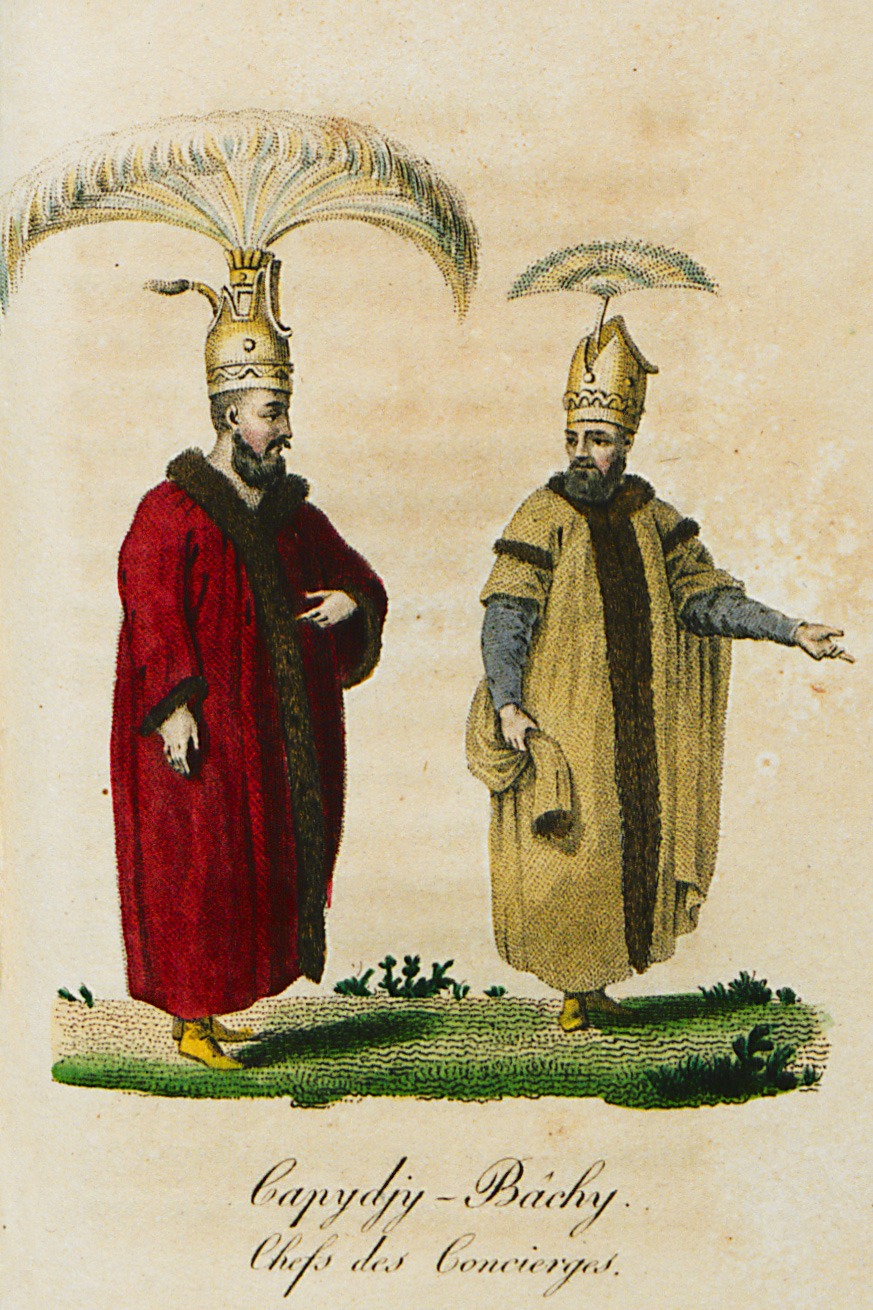
Due kapıcıbaşi, dipinti da Antoine-Laurent Castellan (1812).

Il titolo ottomano di kapıcıbaşı designava il capo della  guardia della porta del palazzo, o "capo delle guardie". Nella fase della nascita dell'impero ottomano, c'era un unico detentore del titolo. Si moltiplicò nel tempo e nel XVIII secolo c'erano circa 150 titolari del titolo simultaneamente. Il titolare supervisionava i guardiani della porta (in turco kapıcılar), era incaricato di sorvegliare i cambi della guardia, trasmetteva messaggi e ordini ed eseguire gli ordini del Consiglio Imperiale.

## Persone famose
- Kara Musa Pascià;
- Çoban Mustafa Pascià;
- Koca Mustafa Pascià;
- Kurd Mehmed Pascià;
- Izzet Ahmed Pascià;
- Topal Osman Pascià;
- Piyale Pascià;
- Keki Abdi Pascià;